# The True Human Design
The True Human Design è il quarto EP del gruppo musicale svedese Meshuggah, pubblicato nel 1997 dalla Nuclear Blast.

## Tracce
1. Sane (Demo) – 4:08
2. Future Breed Machine (Live) – 5:29
3. Future Breed Machine (Mayhem Version) – 8:13
4. Futile Bread Machine (Campfire Version) – 3:30
5. Quant's Quantastical Quantasm – 7:31
6. Friend's Breaking and Entering – 6:49